# Ophion thaliae
Ophion thaliae är en stekelart som beskrevs av Ian D. Gauld 1988. Ophion thaliae ingår i släktet Ophion och familjen brokparasitsteklar. Inga underarter finns listade i Catalogue of Life.